# 2П25
2П25 — советская самоходная пусковая установка ЗРК 2К12 «Куб».

## История создания
Разработка комплекса «Куб» была начата по постановлению Совета министров СССР №817-839 от 18 июля 1958 года. Головным разработчиком ЗРК было назначено ОКБ-15. Разработка гусеничного шасси для СПУ 2П25 была поручена ОКБ-40 под руководством А. Н. Астрова. СКБ-203 было поручено разработать артиллерийскую часть 9П12, а также транспортно-заряжающую машину 2Т7 и техническую позицию 2В6. Разработка шасси 2П25 велась на базе зенитной самоходной установки 2А6 «Шилка». Совместные испытания 2К12 были начаты в январе 1965 года на Донгузском полигоне и проходили по июнь 1966 года. В 1967 году пусковая установка 2П25 была принята на вооружение ПВО СВ в составе ЗРК 2К12 «Куб».

## Описание конструкции
В связи с низкой грузоподъёмностью шасси 2П25 все составляющие пусковой установки выполнены с минимальными габаритами и весом. Основание пусковой установки размещено на поворотном погоне, при этом качающаяся часть выполнена с механизмом уравновешивания с высоким коэффициентом полезного действия. Погон установки разработан заново, так как подходящих конструкций не было найдено. Уравновешивающий механизм торсионного типа из наборных пластин. Большинство деталей выполнено из лёгких сплавов.
На шасси СПУ 2П25 установлены:
1. Лафеты с тремя направляющими;
2. Автономный газотурбинный агрегат;
3. Силовые следящие привода;
4. Предстартовый контроль ЗУР;
5. Аппаратура навигации и топопривязки;
6. Счётно-решающий прибор (СРП);
7. Телекодовая связь.

Одна СПУ 2П25 может нести до трех ЗУР. В походном положении ракеты развёрнуты хвостовой частью вперёд машины.
На ЗУР имелось два специальных разъёма для электрической стыковки с самоходной пусковой установкой. На направляющих балках установки имелись специальные штанги, которые срезали разъёмы во время начала движения ракеты. Приводы лафетов осуществляли предстартовое наведение направляющих с ракетами. Наведение производилось по данным, поступающим от самоходной установки разведки и наведения 1С91 по радиоканал связи.

### Ходовая часть
В качестве базы использовалось шасси производства ММЗ, имевшее по классификации ГБТУ обозначение «Объект 578».

## Модификации
- 2П25 — базовый вариант для ЗРК 2К12 «Куб»
- 2П25М — модифицированная самоходная установка разведки и наведения для ЗРК 2К12М «Куб-М»
- 2П25М1 — модифицированная самоходная установка разведки и наведения для ЗРК 2К12М1 «Куб-М1»
- 2П25М2 — модифицированная самоходная установка разведки и наведения для ЗРК 2К12М2 «Куб-М2»
- 2П25М3 — модифицированная самоходная установка разведки и наведения для ЗРК 2К12М3 «Куб-М3» и 2К12М4 «Куб-М4».